# Пьянелло
Пьянелло (фр. Pianello, корс. U Pianellu) — коммуна во Франции, находится в регионе Корсика. Департамент коммуны — Верхняя Корсика. Входит в состав кантона Моита-Верде. Округ коммуны — Корте.
Код INSEE коммуны — 2B213.

## Население
Население коммуны на 2008 год составляло 77 человек.
| 1962 | 1968 | 1975 | 1982 | 1990 | 1999 | 2008 |
| ---- | ---- | ---- | ---- | ---- | ---- | ---- |
| 71   | 97   | 86   | 72   | 83   | 76   | 77   |

## Экономика
В 2007 году среди 46 человек в трудоспособном возрасте (15—64 лет) 17 были экономически активными, 29 — неактивными (показатель активности — 37,0 %, в 1999 году было 46,7 %). Из 17 активных работали 16 человек (9 мужчин и 7 женщин), безработной была 1 женщина. Среди 29 неактивных 14 человек были пенсионерами, 15 были неактивными по другим причинам.